# گلن هنسارد
گلن هَنسارد (انگلیسی: Glen Hansard؛ زادهٔ ۲۱ آوریل ۱۹۷۰) یک ترانه‌سرا، موسیقی‌دان و هنرپیشه اهل ایرلند است. وی از سال ۱۹۸۳ میلادی تاکنون مشغول فعالیت بوده‌است.
از فیلم‌ها یا برنامه‌های تلویزیونی که وی در آن نقش داشته‌است می‌توان به تعهدات اشاره کرد.
او در سال ۲۰۰۷ میلادی، برندهٔ جایزه اسکار بهترین ترانه شد. او همچنین ۳ مرتبه نامزد دریافتِ جایزه گرمی بوده‌است.